# Créon
Créon is een gemeente in het Franse departement Gironde (regio Nouvelle-Aquitaine). De plaats maakt deel uit van het arrondissement Bordeaux. Créon telde op 1 januari 2022 4.863 inwoners.

## Geografie
De oppervlakte van Créon bedroeg op 1 januari 2022 8,02 vierkante kilometer; de bevolkingsdichtheid was toen 606,4 inwoners per km².

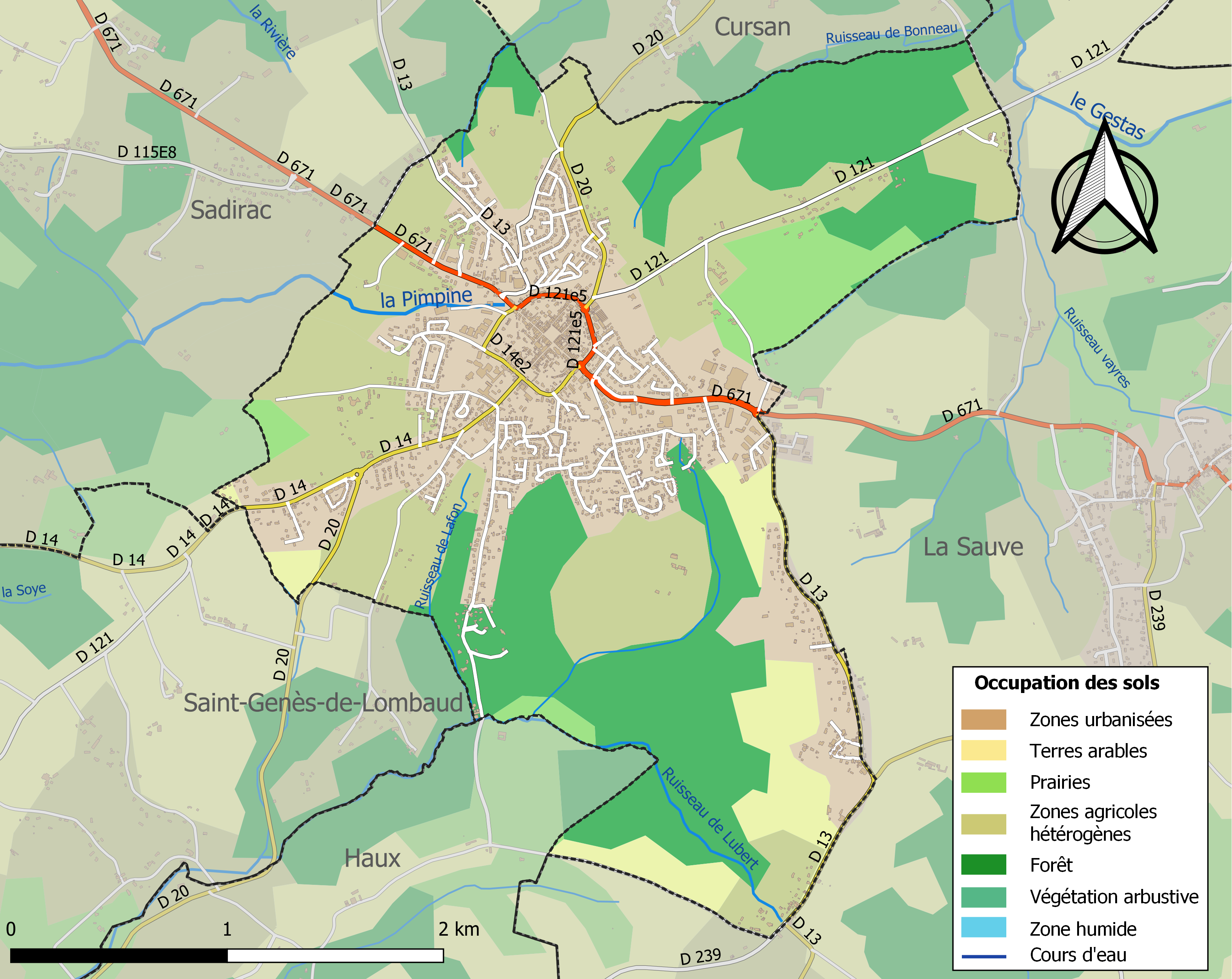
Kaart van de gemeente met belangrijkste infrastructuur, bodemgebruik en omliggende gemeenten

## Demografie
Onderstaande figuur toont het verloop van het inwonertal (bron: INSEE-tellingen).